# Pat the Bunny
Patrick Schneeweis, conocido como Pat The Bunny (Brattleboro, Vermont, 1987), es un músico estadounidense retirado. Ha sido el líder de grupos notables de punk folk y anarcho-punk como Johnny Hobo y Freight Trains, Wingnut Dishwashers Union y Ramshackle Glory. Originalmente nació en Brattleboro, Vermont, y vivió en Tucson, Arizona durante la parte final de su carrera musical. Sus escritos a menudo describen temas como la vida bajo el capitalismo, la drogadicción y la importancia de buscar formas radicales de relacionarse social y económicamente, generalmente a través de anarquismo y ética de autosuficiencia. Se retiró de la comunidad anarcho-punk en 2016.

## Biografía
Schneeweis nació en Brattleboro (Vermont). ha estado tocando música con su hermano mayor, Michael, por mucho tiempo. Su padre Charlie Schneeweis toca la trompeta.
En 2009, Pat ingresó en rehabilitación por adicción a la heroína y al alcohol, declaró en su sitio web que no estaba seguro de si continuaría con la música después de la rehabilitación. Una vez fuera de rehabilitación, se mudó a Tucson, Arizona y formó Ramshackle Glory. Después de la rehabilitación, Pat lanzó una gran cantidad de discos de Ramshackle Glory, discos acústicos solo y álbumes junto a otros músicos DIY. Estuvo de gira tanto con Ramshackle Glory como de forma independiente durante los próximos cinco años.
En febrero de 2016, anunció que al menos se retiraba temporalmente de la música, afirmando que las ideologías de punk rock y anarquismo ya no coincidían con las suyas. Ramshackle Glory tocó su último show al final del festival Plan-it-X Fest en junio de 2016. Lanzaron su último álbum  One Last Big Job  en diciembre de 2016. Patrick Schneeweis anunció que eventualmente donará las ganancias de su trabajo en solitario y de la banda a través de la plataforma social Bandcamp a organizaciones benéficas que apoyan la educación musical.

## Johnny Hobo and the Freight Trains
El primer gran proyecto de grabación de Pat. La primera demostración fue principalmente en solitario, siendo solo una guitarra acústica tocada sobre baterías programadas. El grupo se expandió rápidamente y se volvió completamente acústico. Johnny Hobo viajó extensamente durante su carrera, a menudo Pat era el único miembro de la gira. El alcohol, el consumo de drogas, la falta de vivienda, la política, el suicidio y la escena punk fueron temas comunes en las canciones de Johnny Hobo.  Song for a Harmony Parking   Lot  puede ser una referencia a un estacionamiento en la ciudad natal de Schneeweis de  Brattleboro donde Schneeweis una vez hizo una  desnudo  protesta sentada y fue visto diciendo "Hace demasiado calor para usar ropa". Lanzaron cuatro EPs (Reproducciones extendidas / Extended play)), dos splits, un álbum en vivo, y dos compilaciones antes de disolverse.
Demos/EPs
| Año  | Título                   | Discográfica         | Formato |
| ---- | ------------------------ | -------------------- | ------- |
| 2003 | Fire Hazard              | Self-Release         | CD-R    |
| 2003 | Anarchy Means I Hate You | Spare Change Records | CD-R    |
| 2005 | All Power to the Wingnut | Spare Change Records | CD-R    |
| 2005 | Easter Sunday Hangover   | Spare Change Records | CD-R    |
| 2006 | Chaos Infiltration Squad | Spare Change Records | CD-R    |

"Split" Álbumes
| Año  | Título                                             | Discográfica | Formato |
| ---- | -------------------------------------------------- | ------------ | ------- |
| 2005 | Live At Bandit H.Q. (Split with Captain Chaos)     | DIY Bandits  | CD-R    |
| 2005 | Love Songs For The Apocalypse (Split with Mantits) | DIY Bandits  | CD      |

En vivo
| Año  | Título                                 | Discográfica         | Formato         |
| ---- | -------------------------------------- | -------------------- | --------------- |
| 2005 | Caught in the Act of Not Being Awesome | Spare Change Records | CD-R            |
| 2007 | Live In Cortland                       | Bootleg              | Casete, Digital |

Compilación
| Año  | Título                                                                            | Discográfica         | Format         |
| ---- | --------------------------------------------------------------------------------- | -------------------- | -------------- |
| 2006 | ...is Dead!                                                                       | Spare Change Records | CD-R           |
| 2009 | Smash the Plate! (Johnny Hobo and Wingnut Dishwashers Union from 2007 and Before) | Spare Change Records | CD-R           |
| 2019 | FIGHT LIKE HELL (recordings from 2004-2007)                                       | DIY Bandits          | Vinyl, Digital |

## The Sad Joys
The Sad Joys (anteriormente Michael Jordan Touchdown Pass) es un proyecto de grabación en solitario del hermano menor de Pat, Michael, que comenzó cuando tenía 15 o 16 años. Pat tocaba el bajo y las voces de apoyo durante los shows en vivo. Michael ha tocado con Ramshackle Glory en vivo en al menos una ocasión.

## Wingnut Dishwashers Union
Con el final de Johnny Hobo, Pat continuó escribiendo canciones y formó Wingnut Dishwashers Union. Al igual que Johnny Hobo, Wingnut Dishwashers Union estuvo de gira constantemente, a menudo solo con Pat. A diferencia de Johnny Hobo, muchas canciones usaban guitarra eléctrica en lugar de guitarra acústica. Lanzaron tres álbumes de larga duración, dos splits y una compilación durante su carrera de dos años, además de una versión en solitario del álbum debut de Pat. Los temas de sus canciones diferían ligeramente con los de Johnny Hobo y Freight Trains con una visión más esperanzadora del futuro. Wingnut Dishwashers Union se disolvió cuando Pat ingresó a rehabilitación a finales de 2009.
Álbum de larga duración
| Año  | Título                             | Discográfica         | Formato       |
| ---- | ---------------------------------- | -------------------- | ------------- |
| 2007 | Toward a World Without Dishwashers | Spare Change Records | CD-R          |
| 2008 | Never Trust a Man Who plays Guitar | Spare Change Records | CD-R, Digital |
| 2009 | Burn the Earth! Leave it Behind!   | DIY Bandits          | CD, Digital   |

"Split" Álbumes
| Año  | Título | Discográfica    | Formato |
| ---- | --- | --------------- | ------- |
| 2008 | Wingnut Dishwashers Union / James K. Polk and the Family- Split                                                     | Triumph of Life | 7"      |
| 2009 | Partner In Crime #2 (Mischief Brew, Guitar Bomb, Endless Mike and the Beagle Club, Wingnut Dishwashers Union Split) | Crafty Records  | 7"      |

En vivo
| Año  | Título                   | Discográfica         | Formato |
| ---- | ------------------------ | -------------------- | ------- |
| 2007 | Live in Plattsburgh, NY  | Spare Change Records | Digital |
| 2008 | Kalamazoo, MI (4/6/2008) | Bootleg              | Digital |

Compilación
| Año  | Título                                                                            | Discográfica         | Formato |
| ---- | --------------------------------------------------------------------------------- | -------------------- | ------- |
| 2009 | Smash the Plate! (Johnny Hobo and Wingnut Dishwashers Union from 2007 and Before) | Spare Change Records | CD-R    |

## Playtime Posse
"El segundo mejor equipo de rap del estado de la montaña verde, rompiendo todas las ideas preconcebidas y la charla calumniosa, un panecillo de rima". Un divertido proyecto paralelo de hip-hop formado por Pat y varios amigos.
Álbum de larga duración
| Año  | Título                                  | Discográfica       | Formato |
| ---- | --------------------------------------- | ------------------ | ------- |
| 2010 | Summertime Sounds of the Playtime Posse | Rhymetonia Records | Digital |

## Solo
Poco después de abandonar la rehabilitación, Pat se mudó a Tucson, Arizona y comenzó a escribir nuevo material sobre agitación política y sus batallas contra la drogadicción. La mayoría de estas canciones se usaron con la banda Ramshackle Glory. Sin embargo, durante la pausa de Ramshackle Glory, Pat comenzó a centrarse en un camino en solitario. En 2012 comenzó a lanzar nueva música solo. Desde principios de 2014, Pat empezaba a frecuentar las giras en solitario. Después de su gira por el sudeste de los Estados Unidos en octubre de 2015, Pat anunció que tomaría un largo descanso de los espectáculos y las giras aunque lanzaría un álbum final con Ramshackle Glory. En febrero de 2016, Pat anunció que terminaría su carrera musical por completo, declarando un cambio drástico reciente en puntos de vista políticos y un contraste con su antigua personalidad como "Pat the Bunny", así como la desafiliación general con la comunidad punk como factor primario.
Álbum de larga duración
| Año  | Título                                | Discográfica                                         | Formato                    |
| ---- | ------------------------------------- | ---------------------------------------------------- | -------------------------- |
| 2011 | Die the Nightmare                     | Savage Wasteland Music Collective                    | CD-R, Digital              |
| 2014 | Probably Nothing, Possibly Everything | Savage Wasteland Music Collective, Plan-It-X Records | CD, Casete, Vinyl, Digital |

"Split" álbum
| Año  | Título                                                | Discográfica | Formato             |
| ---- | ----------------------------------------------------- | ------------ | ------------------- |
| 2016 | Ceschi / Pat The Bunny split 12"                      | DIY Bandits  | Vinyl               |
| 2016 | Surprise! Moon Bandits / Pat The Bunny Postcard Split | Moon Bandits | Flexi Disc, Digital |

Demos/EPs
| Año  | Título                                             | Discográfica                      | Formato       |
| ---- | -------------------------------------------------- | --------------------------------- | ------------- |
| 2013 | The Mark Inside                                    | Savage Wasteland Music Collective | CD-R, Digital |
| 2013 | The Volatile Utopian Real Estate Market            | Savage Wasteland Music Collective | CD-R, Digital |
| 2014 | Dividing the Sand (September Demo)                 | Savage Wasteland Music Collective | Digital       |
| 2014 | This City is Killing me, ft. Ceschi (October Demo) | Savage Wasteland Music Collective | Digital       |
| 2015 | Cocoon Music                                       | Self-Release                      | Digital       |

En vivo
| Año  | Título                             | Discográfica | Formato |
| ---- | ---------------------------------- | ------------ | ------- |
| 2011 | Pat the Bunny Live @ Tuscan 2/3/11 | Bootleg      | Digital |

Compilación
| Año  | Título | Discográfica                      | Formato     |
| ---- | --- | --------------------------------- | ----------- |
| 2014 | The Volatile Utopian Real Estate Market (Collection of Die the Nightmare, The Mark Inside, and The Volatile Utopian Real Estate Market | Savage Wasteland Music Collective | CD, Digital |

## Ramshackle Glory
Después de completar su rehabilitación, Pat se mudó a Tucson, Arizona, comenzó a escribir nueva música sobre la política de la drogadicción y formó una nueva banda completamente eléctrica llamada Ramshackle Glory. Lanzaron dos álbumes completos y recorrieron el país dos veces y luego tomaron un descanso de 2012 a 2013. El grupo volvió a unirse y lanzó un álbum con Ghost Mice en 2013 y realizó otra gira por el país. Se separaron en 2016 después de un show de despedida en el Plan-It-X Fest en Spencer, Indiana y el lanzaron su tercer y último álbum.
Álbum de larga duración
| Año  | Título                         | Discográfica                                                      | Formato                    |
| ---- | ------------------------------ | ----------------------------------------------------------------- | -------------------------- |
| 2011 | Live the Dream                 | Savage Wasteland Music Collective, DIY Bandits, Plan-It-X Records | CD, Casete, Vinyl, Digital |
| 2012 | Who are Your Friends Gonna Be? | Savage Wasteland Music Collective, DIY Bandits                    | CD, Digital                |
| 2016 | One Last Big Job               | Get Better Records                                                | CD, Casete, Digital        |

"Split" álbum
| Año  | Título                          | Discográfica                                         | Formato            |
| ---- | ------------------------------- | ---------------------------------------------------- | ------------------ |
| 2013 | Shelter (Split with Ghost Mice) | Savage Wasteland Music Collective, Plan-It-X Records | CD, Vinyl, Digital |

## One Man Romance
One Man Romance es una banda de pop originaria de Tucson, AZ cuyo compositor principal es Wyndham Maxwell que ahora reside en Worcester, MA.
Álbum de larga duración
| Año  | Título                             | Discográfica                      | Formato       |
| ---- | ---------------------------------- | --------------------------------- | ------------- |
| 2011 | Second Treatise on Love and Timing | Savage Wasteland Music Collective | CD-R, Digital |
| 2013 | Dark Crystals (Part One)           | Savage Wasteland Music Collective | CD-R, Digital |

## Big Swamp Gospel
Big Swamp Gospel es un álbum narrativo ficticio sobre dios y el diablo, ambientado en una pequeña ciudad espeluznante.
Álbum de larga duración
| Año  | Título           | Discográfica                      | Formato       |
| ---- | ---------------- | --------------------------------- | ------------- |
| 2013 | Big Swamp Gospel | Savage Wasteland Music Collective | CD-R, Digital |